# Corning (Arkansas)
Corning é uma cidade localizada no estado americano de Arkansas, no Condado de Clay.

## Demografia
Segundo o censo americano de 2000, a sua população era de 3679 habitantes.
Em 2006, foi estimada uma população de 3434, um decréscimo de 245 (-6.7%).

## Geografia
De acordo com o United States Census Bureau, a localidade tem uma área de 8,4 km², dos quais 8,3 km² cobertos por terra e 0,1 km² cobertos por água. Corning localiza-se a aproximadamente 92 m acima do nível do mar.

## Localidades na vizinhança
O diagrama seguinte representa as localidades num raio de 24 km ao redor de Corning.